# Puig de Cabdells
El Puig de Cabdells és una muntanya de 822 metres que es troba al municipi de Cabra del Camp, a la comarca de l'Alt Camp.